# Другий Московський кадетський корпус
Другий Московський кадетський корпус — військово-навчальний заклад в Росії.
Відкритий в грудні 1849 на 400 вихованців з найбідніших дворян. Складався з чотирьох рот і розміщувався спільно з Першим Московським кадетським корпусом в Головинском палаці, в іншій його половині. Відроджений 1999 року як державний освітній заклад «кадетська школа-інтернат № 69 „Другий Московський Кадетський Корпус“» (МНС).

## Другий Московський кадетський Імператора Миколи I корпус
Наприкінці 1837 року була затверджена положення про відкриття в Москві поряд, з Першим Московським кадетських корпусом, ще одного кадетського корпусу, пізніше названого: Другий Московський кадетський корпус. З різних причин відкриття Другого Московського кадетського корпусу затяглося до кінця 1849.

## Відомі випускники
- Дельвіг Сергій Миколайович — генерал-лейтенант Російської імператорської армії, генерал-полковник Армії УНР, військовий історик.